# Тіньова змова
«Тіньова змова» — політичний трилер 1997 року, знятий Джорджем Паном Косматосом. Головні ролі виконали Чарлі Шин, Дональд Сазерленд, Лінда Гамільтон, Сем Вотерстон.

## Сюжет
Радник Президента Сполучених Штатів Боббі Бішоп дізнається від професора Поченко про змову в Білому Домі. Професора вбивають. І тепер тільки Бішоп знає про тіньову угоду. Він має не лише вижити, а й не дати зрадникам досягти своєї мети.

## У ролях
| Актор             | Роль                  |
| ----------------- | --------------------- |
| Чарлі Шин         | Боббі Бішоп           |
| Дональд Сазерленд | Джейкоб Конрад        |
| Лінда Гамільтон   | Аманда Гівенс         |
| Сем Вотерстон     | Президент США         |
| Стівен Ленг       | агент                 |
| Бен Газзара       | віце-президент Саксон |
| Ніколас Туртурро  | Грассо                |
| Теодор Бікель     | Юрій Поченко          |
| Террі О'Квінн     | Френк Ріделл          |
| Гор Відал         | Пейдж                 |

## Створення фільму

### Виробництво
Зйомки фільму проходили в Вашингтоні, Вірджинії, Балтиморі.

### Знімальна група
- Кінорежисер — Джордж Пан Косматос
- Сценаристи — Аді Гасак, Рік Гіббс
- Кінопродюсер — Террі Колліс
- Композитор — Брюс Бротен
- Кінооператор — Базз Фейтшханс IV
- Кіномонтаж — Роберт А. Фарретті
- Художник-постановник — Джо Алвес
- Артдиректор — Вільям Гіні
- Художник по костюмах — Ейпріл Феррі
- Підбір акторів — Карен Рі[2].

## Сприйняття
Фільм отримав негативні відгуки. На сайті Rotten Tomatoes оцінка стрічки становить 0 % на основі 28 відгуків від критиків (середня оцінка 3/10) і 17 % від глядачів із середньою оцінкою 2,6/5 (2 943 голосів). Фільму зарахований «гнилий помідор» від кінокритиків та «розсипаний попкорн» від глядачів, Internet Movie Database — 4,9/10 (3 978 голосів).